# Aglais lutea
Aglais lutea är en fjärilsart som beskrevs av Raynor 1909. Aglais lutea ingår i släktet Aglais och familjen praktfjärilar. Inga underarter finns listade i Catalogue of Life.